# نادي سانت لويس صنز يونايتد
نادي سانت لويس صنز يونايتد لكرة القدم، هو نادي كرة قدم مقره في فيكتوريا، سيشل. تأسس النادي نتيجة اندماج عام 2007 بين سانت لويس (تأسس عام 1985) وصن شاين (1993).

## تاريخ
تأسس نادي سانت لويس صنز يونايتد في عام 2007 بعد اندماجه مع نادي سانت لويس لكرة القدم (الذي تأسس في السبعينيات) ونادي صن شاين لكرة القدم (الذي تأسس في عام 1993).
فاز سانت لويس بـ13 لقبًا في دوري الدرجة الأولى بين عامي 1979 و1994، وشارك في العديد من المسابقات القارية. فازت شركة صن شاين بأول بطولة لها في عام 1995، بعد عامين فقط من إنشائها. في العام التالي، ظهر فريق صن شاين لأول مرة في المنافسة الدولية عندما مثَّل سيشل في كأس إفريقيا للأندية الأبطال. منذ تأسيسه واصل الفريق اللعب في دوري الدرجة الأولى.

## الألقاب
- دوري سيشل : 15[3]

1979، 1980، 1981، 1983، 1985، 1986، 1987، 1988، 1989، 1990، 1991، 1992، 1994
1995 (كنادي صن شاين لكرة القدم)
2017 (كنادي سانت لويس صنز يونايتد)
- كأس سيشل لكرة القدم : 5[4]

1988، 2003 (كنادي سانت لويس لكرة القدم)
2000 (كنادي صن شاين لكرة القدم)
2010، 2017، 2024 (كنادي سانت لويس صنز يونايتد)
- كأس رئيس سيشل : 2[4]

2003 (كنادي سانت لويس لكرة القدم)
2008 (كنادي سانت لويس صنز يونايتد)

## الأداء في مسابقات الاتحاد الإفريقي لكرة القدم
- كأس إفريقيا للأندية الأبطال : 5 مشاركات

1989 : الدور الأول
1990 : الدور الأول
1991 : الدور التمهيدي
1992 : الدور التمهيدي
1996 : الدور التمهيدي
- دوري أبطال إفريقيا : 1 مشاركة

2024–25 : الدور الأول
- كأس الكونفيدرالية الإفريقية : مشاركة واحدة

2004 – الدور التمهيدي
- كأس الكؤوس الإفريقية : مشاركتان

1998: الدور التمهيدي
2001: الدور الثاني

## روابط خارجية
- سانت لويس صنز يونايتد على موقع Playmarker Stats